# Una strana alleanza
Una strana alleanza (Dog Trouble) è un film del 1942 diretto da William Hanna e Joseph Barbera. È il quinto cortometraggio animato della serie Tom & Jerry, prodotto dalla Metro-Goldwyn-Mayer e uscito negli Stati Uniti il 18 aprile 1942. È il primo cartone animato della serie in cui compare il cane Spike, e venne rieditato nel 1952. Dal 2004 viene distribuito col titolo Un problema da cane, mentre in copertine e menù dei DVD viene indicato il titolo Cane uguale guai.

## Trama
Come al solito, Tom e Jerry si stanno rincorrendo per tutta la casa tra uno scherzo e l'altro, ma per sbaglio il gatto sveglia improvvisamente Spike, un feroce bulldog americano, che inizia ad inseguire il gatto con l'intento di sbranarlo. Così, Tom riesce a salvarsi la vita salendo sopra una lampada, mentre Jerry, vedendo la scena, inizia a ridere, ma Spike inizia a inseguire anche il povero topo, che è costretto a salire sopra ad un orologio a cucù. Alla fine, dopo molte salite e scese dai mobili, Tom scende dalla lampada e viene di nuovo inseguito dal cane. Il gatto sale con l'aiuto di Jerry sull'orologio a cucù e insieme i due animali iniziano ad ampliare un piano per sbarazzarsi di Spike: mentre Tom inizia a distrarlo, il topo lega un filo di lana rossa tra i mobili della stanza per prepararsi poi ad essere inseguito dal cane, il quale inciampa nei fili distruggendo tutti i mobili. Mammy Due Scarpe, non appena vede il disastro combinato, dà la colpa a Spike e lo caccia di casa. Tom e Jerry si rallegrano per la vendetta compiuta, ma una trappola per topi, usata all'inizio del corto dai due, colpisce la coda del gatto, il quale, pensando che sia opera di Jerry, ricomincia a dargli la caccia.

## Distribuzione

### Edizione italiana
Il primo doppiaggio italiano del corto venne effettuato dalla Effe Elle Due alla fine degli anni settanta per la TV. In esso i dialoghi di Mammy Due Scarpe erano poco fedeli a quelli originali. Inoltre, nella scena in cui Jerry bisbiglia all'orecchio di Tom era stato inserito un dialogo di fantasia (pronunciato da Isa Di Marzio) poiché nell'edizione originale ci sono solo dei sussurri incomprensibili. Nel ridoppiaggio, effettuato nel 2004 dalla Time Out Cin.ca, i dialoghi di Mammy Due Scarpe vennero resi più fedeli, mentre per Jerry furono lasciati i sussurri originali.